# Costa de Marfil en los Juegos Paralímpicos de Río de Janeiro 2016
Costa de Marfil estuvo representada en los Juegos Paralímpicos de Río de Janeiro 2016 por cinco deportistas, tres hombres y dos mujeres.

## Medallistas
El equipo paralímpico marfileño obtuvo las siguientes medallas:
| Nombre          | Deporte   | Evento                         |
| --------------- | --------- | ------------------------------ |
| Oro             |           |                                |
| —               |           |                                |
| Plata           |           |                                |
| Fatimata Diasso | Atletismo | Salto de longitud T11 femenino |
| Bronce          |           |                                |
| —               |           |                                |